# Marius Colucci
Marius Colucci (Parigi, 16 ottobre 1976) è un attore francese.

## Biografia
Figlio dell'attore e comico italo-francese Coluche (1944-1986) - al secolo Michel Gérard Joseph Colucci - e della sua prima moglie, Véronique Kantor (1948-2018), nel 1994 ha aderito al progetto musicale Les Enfoirés, legato all'associazione benefica omonima fondata dal padre un anno prima di morire.
Attore di cinema e televisione, la sua prima apparizione risale al 1989 nel film Cher frangin, diretto da Gérard Mordillat, e nel 1996 decide di studiare recitazione per diventare professionista. È noto al pubblico per aver interpretato il ruolo dell'ispettore Émile Lampion, nella miniserie Murder Party del 2006, diretta da Edwin Baily, e successivamente nella prima stagione della serie televisiva di giallo poliziesco Little Murders by Agatha Christie, girata tra il 2009 e il 2012.

## Filmografia parziale

### Cinema
- Les clefs de bagnole, regia di Laurent Baffie (2003)
- Hotel cinque stelle (Quatre étoiles), regia di Christian Vincent (2006)
- Sarà perché ti amo (De l'autre côté du lit), regia di Pascale Pouzadoux (2008)
- Tutti pazzi per Rose (Populaire), regia di Régis Roinsard (2012)
- Mandibules - Due uomini e una mosca (Mandibules), regia di Quentin Dupieux (2020)

### Televisione
- Murder Party (Petits meurtres en famille) – serie TV, 4 episodi (2006)
- Diane, uno sbirro in famiglia (Diane, femme flic) – serie TV, 1 episodio (2007)
- Little Murders by Agatha Christie (Les petits meurtres d'Agatha Christie) – serie TV, 11 episodi (2009-2012)
- Mystery in Paris (Mystère à Paris) – serie TV, episodio 1x01 (2011)
- Capitaine Marleau – serie TV, 5 episodi (2016-2022)
- ConneXion intime, regia di Renaud Bertrand – film TV (2019)
- Joséphine, ange gardien – serie TV, episodio 20x03 (2020)